# オレクシー・ホンチャルク
オレクシー・ワレーリィオヴィチ・ホンチャルク（ホンチャルーク、ウクライナ語: Олексі́й Вале́рійович Гончару́к, 発音 [ɔlekˈsij ʋɑˈlɛrijɔʋɪtʃ ɦɔntʃɑˈruk]、1984年7月7日 - ）は、ウクライナの政治家。同国首相（第17代）。元弁護士で、2019年5月28日からはゼレンスキー大統領の下ウクライナ大統領府副長官を務めた。

## 来歴

### 生い立ち
1984年、ソビエト連邦ウクライナ・ソビエト社会主義共和国（現在のウクライナ）チェルニーヒウ州ホロドニャ (Horodnia) に生まれる。父ワレリーはウクライナ社会民主党 (Social Democratic Party of Ukraine (united)) の党員で、2002年ウクライナ最高議会選挙に出馬したが落選、翌年事故で死去した。
ホンチャルクは2005年から弁護士として活動を始め、様々な企業で法務部門責任者を務めた。不動産開発業者の主要パートナーを務めたのが弁護士としての（政界入り前の）最後の仕事となった。
2014年ウクライナ最高議会選挙で、政党「Сила людей（人力党）」から立候補したが落選。選挙後に経済相イーホル・シェフチェンコ（Ігор Шевченко）と第一副首相ステパン・クビウ（Степан Кубів）の顧問に就任した。2015年、ウクライナ経済発展・貿易相アイバラス・アブロマビチュス（Айварас Абромавичус）がカナダとEUの財政支援を得て国の規制簡便化に取り組む組織BRDO（「効果的規制オフィス」= Better Regulation Delivery Office）を設立し、ホンチャルクがBRDO代表に就任した。2016年4月、ホンチャルクは経済開発担当副首相ステパン・クビウと面会、クビウはホンチャルクに公式に顧問就任を要請した。

### ウクライナ首相
2019年5月28日、ホンチャルクはウクライナ大統領府・経済開発・改革担当副長官に任命された。
2019年8月27日、ゼレンスキー大統領がホンチャルクをウクライナ首相に任命する案をウクライナ最高議会（ヴェルホーヴナ・ラーダ）に提出する見込みであることがメディアで報じられた。8月29日、ゼレンスキーは公式にホンチャルクを首相に指名し、同日ホンチャルクは議会で290票の賛成票を得て首相に就任した。
ホンチャルクは首相就任時35歳であったことから、前任者ヴォロディーミル・フロイスマン（就任時38歳）を抜いてウクライナ史上最年少の首相となった。
2020年、ウォロディミル・ゼレンスキー大統領を批判したホンチャルクの音声とされるデータが拡散し波紋を呼ぶ事態となり、ホンチャルク自身は捏造されたデータと反発したものの、1月17日にゼレンスキーに辞表を提出した。ゼレンスキーは辞表を受理せず慰留し、続投することとなった。しかし経済は上向かずゼレンスキーに事実上更迭され、3月4日に首相を退いた。